# Sibon argus
Sibon argus — вид неотруйних змій родини полозових (Colubridae).

## Назва
Названий на честь міфологічного грецького гіганта Аргуса, який мав багато очей (до 100), що є натяком на численні світлі плями на тілі змії.

## Поширення
Вид поширений в Карибській низовині південно-східної Коста-Рики, регіоні Дарієн у Панами та одному локалітеті на тихоокеанському узбережжі західної Панами. Трапляється у тропічному дощовому лісі на висотах від 15 до 850 метрів над рівнем моря.